# Alain Bouze
Alain Bouze, né le 25 décembre 1953 à Gardanne, est un footballeur français. Il évolue au poste de défenseur du milieu des années 1970 au début des années 1980.

## Carrière
Formé à l'AS Gardanne et au Biver Sports, Alain Bouze commence sa carrière professionnelle à l'Olympique de Marseille. Il dispute onze matchs de première division entre 1974 et 1978, mais évolue la plupart du temps avec l'équipe réserve. 
Il passe ensuite trois saisons à l'Olympique avignonnais, en deuxième division. Après une fracture tibia-péroné, il joue pour le CA Digne de 1981 à 1985. Il termine sa carrière à l'EP Manosque en 1993, club qu'il entraîne de 1986 à 1989.

## Palmarès
- Vice-champion de France en 1975 avec l'Olympique de Marseille

## Statistiques
Au cours de sa carrière, Alain Bouze dispute notamment onze matchs en Division 1 et 47 matchs en Division 2.